# Майоратные имения в царстве Польском
Майоратные имения в царстве Польском — состоявшие в распоряжении государства недвижимые имения в царстве Польском, пожалованные  разным лицам «в вечное и потомственное владение» на майоратном праве.
Правила, определявшие учреждение майоратов в царстве Польском были определены высочайшим указом от 4 октября 1835 года. Имения поступили в распоряжение государства в результате конфискации у польских помещиков, замешанных в восстании 1830 года; очень редко майораты учреждались не на конфискованных, а на казённых землях. В течение десяти лет с момента выхода указа было объявлено о 138 пожалованиях. Разделённые в зависимости от приносимого годового дохода на шесть разрядов, майораты в основном были даны военным, участникам кампании подавления польского восстания. После 1845 года раздача майоратов в царстве была приостановлена почти два десятилетия. «Энциклопедический словарь Брокгауза и Ефрона» указывал, что пожалование имений практиковалось правительством до 5 июля 1868 года. Однако целый ряд военных деятелей были пожалованы майоратами в 1869 году. Целью организации майоратов в польском крае было вознаграждение заслуг и развитие здесь крупного землевладения русского православного дворянства (при сохранении ординации). Майораты в царстве Польском чаще всего состояли из нескольких фольварков, нередко находившихся на большом расстоянии друг от друга. В царстве запрещалось закладывать майораты под кредит, а право наследования простиралось только на законных детей греко-российского исповедания.
Известные майораты в царстве Польском:
- майораты Я. Я. Гилленшмидта, П. П. Липранди, П. С. Пущина (с 1835)
- майорат М. Н. Бердяева — Коваль (с 1836)
- майорат К. Ф. Толя (с 1837)
- майорат Ф. И. Гильфердинга (с 1838)
- майорат Ф. П. Лузанова
- майорат Н. О. Сухозанета
- майорат П. Ф. Кауфмана
- майорат В. Д. Философова
- майорат И. Н. Скобелева (с 1842)
- майорат В. И. Дена (с 1850)
- майорат Р. П. Рейнталя
- майорат П. А. Савича (с 1866)
- майорат А. Ф. Эггер (с 1866)
- майораты Карла и Валериана Александровичей Бельгард (с 1868)
- в 1869 году майоратами были пожалованы М. Н. Анненков, Э. Ф. Гагман, А. К. Гейнс, В. В. Каталей, В. Н. Мацнев, А. И. Нератов.

## Источник
- Майоратные имения в Польше // Энциклопедический словарь Брокгауза и Ефрона : в 86 т. (82 т. и 4 доп.). — СПб., 1890—1907.